# Iglesia catedral de Cristo de Lagos

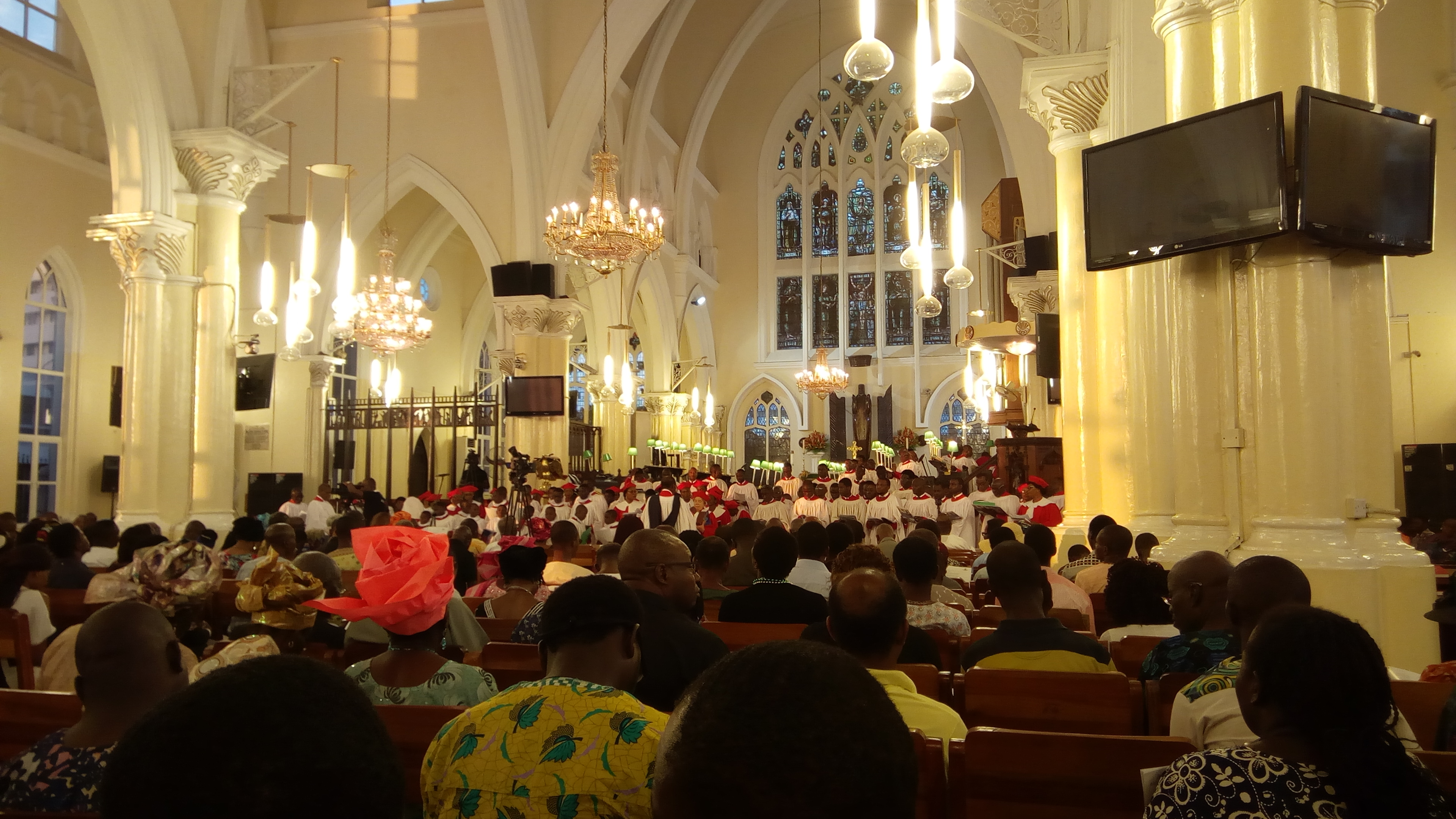
Interior de la iglesia

La Iglesia Catedral de Cristo  (en inglés: Cathedral Church of Christ) es una catedral anglicana en la isla de Lagos, en la ciudad de Lagos, al sur del país africano de Nigeria.
La primera piedra de la catedral fue colocada el 29 de marzo de 1867 y la catedral se estableció formalmente en 1869.
La construcción del edificio actual tiene el diseño del arquitecto Bagan Benjamin y comenzó el 1 de noviembre de 1924. La primera piedra fue colocada por el Príncipe de Gales ( más tarde rey Eduardo VIII ) el 21 de abril de 1925. Fue terminada en 1946 .
Es conocida popularmente como la Iglesia Catedral de Cristo Marina, y se trata de la catedral anglicana más antigua de la Iglesia de Nigeria (el nombre que recibe la comunión de la iglesia anglicana en ese país).